# Los Kjarkas
Лос К'яркас (ісп. Los Kjarkas) — болівійський фольклорний гурт заснований 1965 року братами Хермоса у місті Капінота (ісп. Capinota). Гурт «Los Kjarkas» є одним з найпопулярніших гуртів Анд.

## Історія гурту
Квартет заснований у 1965 році. Засновником «Los Kjarkas» став Ґонсало Хермосо Ґонсалес (ісп. Gonzalo Hermos Gonzalez). Гурт «Los Kjarkas», назва якої звучить як «сила» або «міць», Ґонсало Хермосо Ґонсалес створив з двома своїми братами — Елмером Хермосо Ґонсалесом і Улісес Хермосо Ґонсалесом. Вже на початку своєї кар'єри учасники «Los Kjarkas» вирішили створити власний спосіб інтерпретації фольклорної музики. До братів також приєднався Едґар Вільяроель, який став гітаристом гурту. Незабаром троє членів колективу покинули гурт. Після таких змін Ґонсало довелося створювати музичний колектив «Los Kjarkas» заново. Новий склад гурту складався з  Еда Карпіо, Антоніо Канелас і Алкіда Мейа. Разом вони створювали музичні твори протягом десяти років. За цей час «Los Kjarkas» почали виступати на різних заходах, зокрема на приватних вечірках та святах.
У 1975 році «Los Kjarkas» представляв Болівію на фольклорному музичному фестивалі в Бразилії. Це був перший виступ колективу за межами батьківщини. Поступово «Los Kjarkas» та музика гурту почали завойовувати не тільки національне, а й міжнародне визнання і популярність.  В цей час до складу гурту приєдналися нові музиканти. Повернулися до «Los Kjarkas» двоє братів засновника колективу — Елмер Хермосо Ґонсалес і Улісес Хермосо Ґонсалес, а також Едґар Вільяроель. Виступати в гурті виявили бажання Ґаст Ґардіа і Ґільєрмо Пончо. Це оновлення освіжило гурт, а також дало життя багатьом новим композиціям, які були написані Улісес Хермосо. Двома ключовими складовими успіху «Los Kjarkas» були унікальний голос Елмера Хермоса та інтерпретація творів на духових інструментах у виконанні Ґаста Ґардіа. 1976 року в столиці Мексики місті Мехіко на звукозаписній компанії «Heriba record company» був записаний і вийшов їх перший альбом «Bolivia». Цей альбом містив дев'ять пісень, більшість з яких були написані Ґонсало Хермосо. Пісня з цього альбому під назвою «Болівія» стала дуже популярною, її назвали другим національним гімном країни.
Колектив почав гастролювати у 1977 році по Європі, Сполученим Штатам Америки, Південній Африці та Японії. «Los Kjarkas» у 1977 році випустив свій другий за рахунком альбомом «Sue Milenario de los Andes».
У 1980 році вийшов третій альбом «Los Kjarkas» під назвою «Condor Mallku». Пісні, що увійшли до альбому, були виконані в романтичному стилі і досить сильно відрізнялися текстом і ритмом від тих композицій, які гурт виконував раніше. 1981 року вийшов черговий альбом «Desde el alma de mi pueblo» та до складу гурту приєдналися ще двоє учасників — брати Хуліо Зерде і Раміро Зерде.
«Los Kjarkas» у 1984 році запросили до Японії на Фестиваль популярної музики. Там «Los Kjarkas» зайняли десяте місце серед майже двох тисяч музичних колективів, які були представлені на фестивалі.
1989 року до «Los Kjarkas» приєдналися Едвін Кастелланос та Фернандо Торіко. Завершили «вісімдесяті» «Los Kjarkas» як найпопулярніший гурт Болівії. 1992 року в Улісіса Хермоса виявили рак. Після важкої боротьби з хворобою, у 1992 році музикант помер.
З метою популяризації андійської культури та музики серед молоді в Лімі та Перу була створена у 1993 році музична школа «Escuela Musical de Karjarkas». В 1993-му році був виданий черговий альбом музичного колективу під назвою «Hermanos». До нього увійшла пісня «Tarajachi», композитором якої був Улісес Хермосо, а текст до неї написав його брат Ґонсало. 1994 року була відкрита школа андійської музики в Еквадорі та Болівії. Дуже важливим моментом в кар'єрі гурту «Los Kjarkas» став їх концерт перед сорока тисячною аудиторією. Він став одним з найбільших і найважливіших виступів групи. «Los Kjarkas» випустила свій перший відеокліп «Por siempre» у 1997 році, який був записом живого концерту в місті Ла Пас.
В 2006 році «Los Kjarkas» випустили альбом, який присвятили тридцять п'ятий річниці заснування гурту. На сьогодні гурт продовжує розвиватися та тішити своїх фанатів новими хітами.
Музика гурту була використана для аргентинсько-голландського фільму Болівія у 2001 році.

## Плагіат

Обкладинка альбому Hermanos

Наприкінці вісімдесятих років стався неприємний інцидент для «Los Kjarkas». Бразилійсько-французький гурт «Kaoma» у 1989 році випустила пісню «Ламбада», яка стала світовим хітом. Насправді «Ламбада» була оригіналом пісні гурту «Los Kjarkas» — «Llorado se fue». Ця пісня була зареєстрована болівійським колективом, тому суд постановив гурту «Kaoma» виплатити «Los Kjarkas» компенсацію. 

## Склад
- Ґонсало Хермосо Ґонсалес (ісп. Gonzalo Hermosa González)
- Елмер Хермос Ґонсалес (ісп. Élmer Hermosa González)
- Ґонсало Хермосо молодший (ісп. Gonzalo Hermosa Jr.);
- Ґаст Ґардіа Більбао(ісп. Gast Guardia Bilboa);
- Лін Анґуло (ісп. Lin Angulo);
- Макото Сісідо (ісп. Makoto Shishido).

## Колишні учасники
- Улісес Хермос Ґонсалес ісп. Ulises Hermosa González;
- Фернандо Торріко (ісп. Fernando Torrico);
- Хуліо де ла Зерде (ісп. Julio de la Zerda);
- Раміро де ла Зерде (ісп. Ramiro de la Zerda);
- Антоніо Канелас (ісп. Antonio Canelas);
- Едґар Вільяроель (ісп. Edgar Villaroel);
- Едуардо Яєс Лояза (ісп. Eduardo Yáñez Loayza);
- Алкіда Мейа (ісп. Alcides Mejia);
- Мігель Менґоа Монтес де Ока(ісп. Miguel Mengoa Montes de Oca);
- Хосе Луїс Моралес Родріґес (ісп. José Luis Morales Rodríguez);
- Ґільєрмо Пончо (ісп. Guillermo Ponce);
- Хеда Карпіо (ісп. Heda Carpio);
- Сімон Хуліо Лаваєн Фріас ісп. Simón Julio Lavayén Frías;
- Роландо Марпартіда Поркелісп. Rolando Malpartida Porcel.

## Дискографія
| - 1976 Bolivia - 1977 Fortaleza Vol. 1 - 1978 Fortaleza Vol. 2 - 1979 Kutimuy - 1980 Cóndor mallku - 1981 Canto a la mujer de mi pueblo - 1981 Desde el alma de mi pueblo - 1982 En vivo desde Europa - 1983 Sol de los Andes - 1984 Pueblos perdidos - 1985 Los Kjarkas desde Japón - 1987 El amor y la libertad - 1988 Chuquiago marka | - 1989 Génesis aymara - 1989 Sin palabras (Ch'uwa Yacu) - 1990 Los Andes descubrió su rostro milenario - 1991 Tecno Kjarkas (recopilatorio en estilo tecno) - 1992 El árbol de mi destino - 1993 Hermanos - 1994 A los 500 años - 1995 Quiquin... Pacha (Por un mundo nuevo) - 1996 Sentimiento Andino - 1997 Por siempre (recopilatorio) - 1998 Al carnaval - 1998 El líder de los humildes | - 1999 El concierto del siglo (vídeo concierto) - 2000 Kaluyos y pasacalles - 2001 30 años solo se vive una vez (recopilatorio) - 2001 Lección de vida - 2001 Navidad en los Andes (Villancicos folklóricos) - 2002 Que no muera la tradición Vols. 4 y 5 - 2004 Más allá (DVD concierto) - 2006 35 años (DVD de videoclips) - 2010-12 40 años y más (incluido un documental) - 2012 40 años después |  |